# 薬剤携行証明書
薬剤携行証明書（やくざいけいこうしょうめいしょ）は携行している医薬品が正当な理由で所持しているものであることを証明する書類である。多くは海外渡航時に英文で作成されるものを示すことが多い。ここでは主に英文の薬剤携行証明書に関して記載する。

## 概要
海外など文化や言語が異なる国へ旅行する際に、国内で医師から正当に処方された医薬品であっても日本でしか通用しない名称のついた薬を多量に持参していると入国時に違法なものではないかと疑いがかけられる可能性がある。手荷物検査でチェックされた場合、諸外国のルールにもよるが適切な証明書の呈示がないと、没収が原則であり拘留されることもある。したがって、あらかじめ正当な理由での所持であることを証明する書類を用意することによって持病を持つ旅行者にとって安心して渡航することができる。その際に作成される書類が薬剤携行証明書である。なおこの書類はあくまで法的に定められたものではない。

## 作成
法律で決められたものではないため公式に規定された形式はないが、処方医もしくは調剤した保険薬局の薬剤師に作成を依頼する。作成を代行する業者も存在する。言語は原則として英語。作成された書類には処方医のサインか場合によっては処方医と調剤した薬剤師のサインを書き込む。薬剤名は日本での製品名と海外では異なる場合が多いので、必ず一般名を付記し、患者氏名、疾患名病名、処方薬、医師名・病院名および住所、電話番号。薬局で調剤された場合は薬局の所在地、電話番号等も記載する場合がある。

## 注意点
公的なものではないため証明書があれば必ず持ち込めるということはない。また向精神薬や麻薬など持ち込み時に国の許可や書類が必要なもの、そもそも一切持込が禁じられている医薬品もあり作成を担当するものは事前に大使館や公的機関などになどに確認する必要がある。また英文で作成するために時間がかかることがあり余裕を持った依頼が必要である。